# William Pitt Adams
William Pitt Adams  (* 11. Dezember 1804 in Bowden, Devon; † 4. September 1852 in Lima) war ein britischer Diplomat.

## Leben
William Pitt Adams war der älteste Sohn von William Dacres Adams. Er war verheiratet mit Georgiana Emily Lukin (* 5. Februar 1815; † 23. Januar 1892 in Luxor) und hatte mit ihr eine Tochter.
Von 1835 bis 1842 war William Pitt Adams Geschäftsträger in Kolumbien. Als solcher handelte er am 13. Dezember 1838 mit der Regierung der Republik Neugranada ein Abkommen gegen den Sklavenhandel aus. Nachdem William Turner am 5. März 1838 aus Kolumbien abgereist war, war Adams bis 1. April 1842 Geschäftsträger der Botschaft.
Adams wurde am 4. August 1841 aus Kolumbien abberufen. Ab dem 20. März 1844 war er bei der peruanischen Regierung in Lima akkreditiert. Infolge eines Streits mit der peruanischen Regierung verließ er Peru 1846, kehrte jedoch vor dem 20. Februar 1848 nach Lima zurück.